# National Education Association
National Education Association (NEA) – związek zawodowy działający w Stanach Zjednoczonych od 1857. Jest najliczniejszym związkiem zawodowym w kraju, w 2023 liczył ok. 2 900 000 członków. Reprezentuje nauczycieli szkół publicznych i inny personel pomocniczy, wykładowców i pracowników szkół wyższych, emerytowanych nauczycieli i studentów szkół wyższych przygotowujących się do zostania nauczycielami.

## Historia
NEA zostało założone w Filadelfii w 1857 jako National Teachers Association (NTA). Zalmon Richards został wybrany pierwszym prezesem organizacji i przewodniczył pierwszemu spotkaniu organizacji w 1858. Przez pierwsze stulecie swojej działalności organizacja miała charakter stowarzyszenia zawodowego, a nie związku zawodowego. Nazwę National Education Association (NEA) nadano w 1870, kiedy organizacja połączyła się z American Normal School Association, National Association of School Superintendents i Central College Association.
Na początku XX wieku Narodowe Stowarzyszenie Edukacyjne należało do naczelnych zwolenników utworzenia Departamentu Edukacji Stanów Zjednoczonych.
Pod presją organizacji nauczycielskich, w latach 70. NEA przekształciło się z organizacji promującej edukację w związek zawodowy pracowników. W kolejnych dekadach stowarzyszenie nadal reprezentowało zorganizowanych nauczycieli i innych pracowników szkół w negocjacjach zbiorowych i lobbowało na rzecz progresywnej polityki edukacyjnej. Program polityczny NEA często powoduje konflikt z konserwatywnymi grupami interesów. Oddziały stanowe NEA regularnie lobbowały u ustawodawców stanowych w celu uzyskania funduszy, starały się wpływać na politykę edukacyjną i składały pozwy sądowe.
Na szczeblu krajowym NEA lobbuje w Kongresie Stanów Zjednoczonych i agencjach federalnych oraz aktywnie uczestniczy w procesie nominowania kandydatów Partii Demokratycznej. W latach 1989–2014 NEA wydało ponad 92 mln dolarów na wpłaty na kampanie polityczne, z czego 97% trafiło do Demokratów.